# Jabu Mahlangu
Jabu Jeremiah Mahlangu, wcześniej Jabu Jeremiah Pule (ur. 11 lipca 1980 w Daveyton) – południowoafrykański piłkarz występujący na pozycji środkowego lub ofensywnego pomocnika.
Był uważany za jednego z najbardziej perspektywicznych zawodników w swoim kraju, jednak przez zamiłowanie do używek oraz problemy z zachowaniem (nosił opinię „problematycznego dziecka”) zaprzepaścił swój talent.

## Kariera klubowa
Jabu Pule zawodową karierę rozpoczynał w 1999 roku w Kaizer Chiefs FC. Początkowo pełnił tam rolę rezerwowego, a miejsce w podstawowej jedenastce wywalczył sobie w sezonie 2000/2001, kiedy to wystąpił w 33 ligowych pojedynkach. W kolejnych rozgrywkach Pule zdobył siedemnaście bramek i był najlepszym strzelcem w drużynie. Włodarze Kaiser Chiefs mieli spore problemy z zachowaniem Pule, jednak nie został on wyrzucony z klubu przez to, że pełnił w zespole bardzo ważną rolę. Cierpliwość działaczy do południowoafrykańskiego piłkarza skończyła się w 2004 roku, kiedy to jego kontrakt nie został przedłużony.
Latem Pule trafił do austriackiego SV Mattersburg. Spędził tam osiem miesięcy, w trakcie których rozegrał 22 spotkania i strzelił dwie bramki. Został poproszony o odejście z drużyny, kiedy będąc pod wpływem alkoholu spowodował wypadek samochodowy. Kolejnym klubem w karierze Pule był Supersport United FC. Wychowanek Kaiser Chiefs dwa razy został wysłany do kliniki rehabilitacyjnej w celu przezwyciężenia swojego zamiłowania do alkoholu oraz narkotyków. Po rozwiązaniu kontraktu z Supersport United prezydent zespołu Orlando Pirates – Irvin Khoza postanowił dać Pule ostatnią szansę i zatrudnił go do swojego klubu.
Na początku 2006 roku Południowoafrykańczyk zmienił swoje nazwisko na Mahlangu, tak jak nazywał się jego zmarły ojciec. W 2007 roku piłkarz ten opuścił Orlando Pirates, a w 2008 roku reprezentował barwy Östers IF. Od początku 2009 roku był piłkarzem Platinum Stars FC, a w 2010 wrócił do Östers. W latach 2011–2013 grał w FC Cape Town, a w sezonie 2013/2014 w Supersport United, w którym zakończył karierę.

## Kariera reprezentacyjna
W reprezentacji Republiki Południowej Afryki Pule zadebiutował 9 kwietnia 2000 roku w wygranym 2:0 pojedynku z Lesotho. W 2002 roku Jomo Sono powołał go do 23-osobowej kadry RPA na mistrzostwa świata. Na mundialu w Korei Południowej i Japonii popularni „Bafana Bafana” zajęli trzecie miejsce w swojej grupie i odpadli z turnieju. Na mistrzostwach Pule pełnił rolę rezerwowego i wystąpił tylko w wygranym 1:0 spotkaniu przeciwko Słowenii, kiedy to w 84. minucie zmienił Quintona Fortune’a. Ostatni mecz w kadrze rozegrał 17 listopada 2004 roku przeciwko Nigerii (2:1). Łącznie dla drużyny narodowej zanotował 20 występów.